# Leucobryum scabrum
Leucobryum scabrum är en bladmossart som beskrevs av Sande Lacoste 1866. Leucobryum scabrum ingår i släktet Leucobryum och familjen Dicranaceae. Inga underarter finns listade i Catalogue of Life.